# 私立探偵ハリー
『私立探偵ハリー』（しりつたんてい - 、Crazy Like a Fox）は、1984年から1986年にかけて米CBSで放送されたテレビ推理ドラマ。日本では、1993年4月から1993年7月まで、NHK総合で放送（午後5:05-5:50）。
尚、『熱血探偵ハリー』（Still Crazy Like a Fox）は、シリーズ終了後にオンエアされたテレビ映画（日本では前作に引き続き、放送時間の尺にあわせ、前編・後編に分けて放映）。

## 概要
犯罪都市サンフランシスコに探偵事務所を構える父親のハリー・フォックスは、私立探偵としては出来る男だが、多少アウトローな中年男。彼の自慢の息子、弁護士のハリソンは法廷弁護人としては優秀で、人一倍プライドも強いが、父と違い、直接殺人事件に関わると今ひとつ頼りない存在。この似て非なる凸凹コンビは、いわば親子版「相棒」。父が行き詰ると息子に協力を求め、コメディータッチで様々な難事件を解決していく、軽妙なミステリードラマ。

## キャスト
ハリー・フォックス：ジャック・ウォーデン（日本語吹替え：内田稔）
主人公。ややアウトローだが、味のある実年探偵。
ハリソン・フォックス・ジュニア：ジョン・ルービンスタイン（日本語吹替え：佐久田修）
主人公の息子。有能な若手弁護士だが、腕っ節は弱い。
シンディ・フォックス：ペニー・ペイサー（日本語吹替え：篠倉伸子）
息子ハリソンの美人妻。
ジョシュ・フォックス：ロビー・カイガー（日本語吹替え：日吉孝明）
ハリソンの一人息子。
アリソン・リー：パトリシア・アヤメ・トムソン（日本語吹替え：影山依子）
ハリソンの中国系アメリカ人秘書。

## 放映リスト（私立探偵ハリー）
1. あぶない依頼人
2. 人騒がせな遺産
3. ハリー危機一髪
4. 妻と名乗る女
5. オートキャンプの殺人
6. ハリソンの災難
7. 偽札のゆくえ
8. 死を呼ぶ足音
9. UFOの怪
10. Yのメッセージ
11. 迷犬マックス
12. 甘い誘いにご用心
13. 消えた人気作家
14. 二度死んだ男
15. 財布の中身に要注意
16. プロレスを愛した女
17. ゴルフ場殺人事件
18. ベートーベンが死を招く
19. 自由を求めた娘
20. 2つの証拠写真
21. 狙われた外科医
22. チャイナタウンの財宝
23. スターのコレクション
24. 闇の中の殺人計画
25. ハイド・ストリートの秘密
26. カリブ海の宝
27. 偽装の柩
28. さんざんな週末
29. アリバイの写真
30. 殺意の牧場
31. 招かれざる隣人
32. 偽りの結婚
33. 姿なき共犯者
34. 勝てない名馬

## 放映リスト（熱血探偵ハリー）
1. 父と息子の大脱走  前編
2. 父と息子の大脱走  後編

## その他
- 制作プロダクションはカルデア-シェンク-バスキン-シュルマン・プロダクション、コロンビア・ピクチャーズ・テレビジョン。
- 日本語版の配給は（株）ソニー・ピクチャーズ・エンタテインメント。スタッフは平田勝茂・松川陸・飯塚秀保・渡辺基。
- 日本語版では、息子のハリソンが、「僕は弁護士、父さんは探偵……」と、仕事上の優位性を強調して、背伸びするかのような微笑ましいナレーションで始まる。
- 『がんばれ!ベアーズ』のジャック・ウォーデン、ジョン・ルービンスタインが出演している。